# عاشقان در پاریس
عاشقان در پاریس (کره‌ای: 파리의 연인؛‏ انگلیسی: Lovers in Paris) یک مجموعه تلویزیونی محصول کره جنوبی در سال ۲۰۰۴ با بازی کیم جونگ اون، پارک شین یانگ و لی دونگ گون است. این مجموعه از ۱۲ ژوئن تا ۱۵ اوت ۲۰۰۴، روزهای شنبه و یکشنبه ساعت ۲۱:۵۵ (کی‌اس‌تی) از اس‌بی‌اس برای ۲۰ قسمت پخش شد. عاشقان در پاریس اولین سری از سه‌گانهٔ عاشقان به نویسندگی کیم اون سوک و کارگردانی شین وو چول است. بخش دوم با عنوان عاشقان در پاراگوئه در سال ۲۰۰۵ و بخش سوم با عنوان عاشقان در سال ۲۰۰۶ پخش شد که مانند دو بخش قبلی در اروپا واقع نشده است.
این مجموعه در زمان پخش خود بسیار محبوب بود. بازیگران کیم جونگ اون و پارک شین یانگ جایزه بزرگ (دسانگ) در مراسم جوایز درامای اس‌بی‌اس دریافت کردند و بعداً کیم در جوایز هنری بکسانگ ۲۰۰۵ جایزه بهترین بازیگر زن، کیم اون سوک و کانگ اون جونگ جایزه بهترین فیلم‌نامه تلویزیونی را کسب کردند و این مجموعه جایزه بزرگ (دسانگ) در بخش تلویزیون را برنده شد.